# Chamber Orchestra of Philadelphia
La Chamber Orchestra of Philadelphia è un'orchestra da camera americana con sede a Filadelfia, in Pennsylvania. La sua principale sala di concerto è il Teatro Perelman del Kimmel Center for the Performing Arts, di cui l'orchestra è una compagnia fondatrice residente. L'attuale direttore musicale dell'orchestra dal 2010 è Dirk Brossé. Il direttore esecutivo dell'orchestra è Bill Rhoads, da settembre 2016.

## Storia
Nel 1963 Marc Mostovoy ebbe l'idea di fondare un'orchestra da camera a Filadelfia, per collaborare nelle registrazioni con Marcel Tabuteau, un oboista in pensione dell'Orchestra di Filadelfia. Tabuteau espresse entusiasmo per l'idea di Mostovoy, ma morì prima che la collaborazione discografica potesse essere messa in atto con Mostovoy e l'orchestra. Perseguendo questo concetto di una nuova orchestra da camera per Filadelfia e con il nome iniziale Wynnefield Concerto Orchestra, Mostovoy fondò ufficialmente l'orchestra con il nuovo nome Concerto Soloists 16 nel 1964. Nei suoi primi anni la sede principale dell'orchestra era l'Harrison Auditorium dell'Università della Pennsylvania. Insieme ai piani iniziali con Tabuteau per registrare, Mostovoy aveva anche inteso questa orchestra da camera per offrire un'opportunità di esibirsi a giovani musicisti professionisti provenienti dal Curtis Institute of Music, dall'Università della Pennsylvania, dalla Temple University, dalla New School of Music e dall'Accademia Musicale di Filadelfia. Una caratteristica specialistica di questa orchestra era quella di avere un'orchestra di musicisti in piedi durante le esibizioni, se del caso, con riferimento alle precedenti tradizioni dell'epoca classica e barocca.

## Struttura dell'orchestra
L'orchestra ha un nucleo di 33 musicisti. Il gruppo ha avuto diversi nomi sulla sua storia:
- 16 Concerto Soloists
- The Mostovoy Soloists
- Concerto Soloists of Philadelphia
- Concerto Soloists Chamber Orchestra of Philadelphia

I lavori di ristrutturazione dell'Auditorium Harrison hanno costretto l'orchestra a interrompere i concerti all'Università della Pennsylvania. L'orchestra continuò ad esibirsi in giro per Filadelfia, incluso il servizio come orchestra di accompagnamento per l'opera barocca, in 17 luoghi diversi. Tra questi luoghi ci fu il Walnut Street Theatre, dove l'orchestra ebbe la residenza dal 1975 al 1983 e di nuovo dal 1990 al 1996. Nel 2000 l'orchestra cambiò il suo nome in The Chamber Orchestra of Philadelphia e prese residenza permanente al Perelman Theatre del Centro Kimmel all'apertura ufficiale del centro.
Nel 1982 Mostovoy invitò Max Rudolf a comparire come direttore regolare. L'orchestra concesse a Rudolf il titolo di direttore laureato e Rudolf continuò ad apparire con l'orchestra fino al 1993. Mostovoy concluse il suo incarico come direttore musicale nel 2004.
Nel 1994 Ignat Solzhenitsyn, pianista concertista e direttore d'orchestra del Curtis Institute of Music, entrò a far parte del gruppo come assistente direttore d'orchestra. Nel 1998 fu nominato direttore principale e nel 2004 divenne direttore musicale. Durante il mandato di Solzhenistyn le preoccupazioni finanziarie portarono alla riduzione della stagione da 10 concerti a 4 concerti nel 2009. Solzhenitsyn si dimise da direttore musicale nel 2010, diventando direttore laureato.
Dirk Brossé, direttore d'orchestra e compositore belga, ha diretto l'orchestra nel 2008 e nel 2009. Nel settembre 2010 Brossé è diventato direttore musicale dell'orchestra. Nel gennaio 2017 l'orchestra ha esteso il contratto di Brossé fino alla stagione 2021-2022.
L'orchestra ha anche eseguito nuova musica, con particolare attenzione ai compositori regionali di Filadelfia. L'orchestra ha eseguito in anteprima oltre settanta nuovi lavori. Nel 2017 la COP iniziò il suo compositore in residenza attraverso il generoso supporto dell'American Composers Forum - Filadelfia Chapter e dello Steven R. Gerber Trust.
I precedenti direttori esecutivi dell'orchestra comprendono Peter Gistelinck e Janelle McCoy. Nel luglio 2016 l'orchestra ha annunciato Bill Rhoads come nuovo direttore esecutivo e ha formalmente assunto il posto a settembre 2016.

## Direttori musicali
- Marc Mostovoy (1964-2004)
- Ignat Solzhenistyn (2004-2010)
- Dirk Brossé (2010-attuale)

## Compositore in residenza
Nel 2017, con il generoso sostegno dell'ACF Filadelfia Chapter e dello Steven R. Gerber Trust, l'Orchestra da camera ha iniziato una stagione annuale come compositore in residenza. Questa residenza è stata progettata non solo per creare composizioni per compositori, ma per coinvolgere i compositori in laboratori con vari gruppi di studenti guidati dal complesso per inaugurare la prossima generazione di musicisti. Attraverso un rigoroso processo di applicazione da parte di ACF, la Chamber Orchestra ha annunciato Adam Vidiksis come loro primo compositore in residenza.
- Adam Vidiksis (Stagione 2017-2018)